# Liste der Baudenkmale in Triglitz
In der Liste der Baudenkmale in Triglitz sind alle Baudenkmale der brandenburgischen Gemeinde Triglitz und ihrer Ortsteile aufgelistet. Grundlage ist die Veröffentlichung der Landesdenkmalliste mit dem Stand vom 31. Dezember 2020.

## Baudenkmale in den Ortsteilen
In den Spalten befinden sich folgende Informationen:
- ID-Nr.: Die Nummer wird vom Brandenburgischen Landesamt für Denkmalpflege vergeben. Ein Link hinter der Nummer führt zum Eintrag über das Denkmal in der Denkmaldatenbank. In dieser Spalte kann sich zusätzlich das Wort Wikidata befinden, der entsprechende Link führt zu Angaben zu diesem Denkmal bei Wikidata.
- Lage: die Adresse des Denkmales und die geographischen Koordinaten. Link zu einem Kartenansichtstool, um Koordinaten zu setzen. In der Kartenansicht sind Denkmale ohne Koordinaten mit einem roten beziehungsweise orangen Marker dargestellt und können in der Karte gesetzt werden. Denkmale ohne Bild sind mit einem blauen bzw. roten Marker gekennzeichnet, Denkmale mit Bild mit einem grünen beziehungsweise orangen Marker.
- Bezeichnung: Bezeichnung in den offiziellen Listen des Brandenburgischen Landesamtes für Denkmalpflege. Ein Link hinter der Bezeichnung führt zum Wikipedia-Artikel über das Denkmal.
- Beschreibung: die Beschreibung des Denkmales
- Bild: ein Bild des Denkmales und gegebenenfalls einen Link zu weiteren Fotos des Baudenkmals im Medienarchiv Wikimedia Commons

### Mertensdorf
| ID-Nr.            | Lage            | Bezeichnung | Beschreibung                                                                              | Bild           |
| ----------------- | --------------- | ----------- | ----------------------------------------------------------------------------------------- | -------------- |
| 09160312 Wikidata | Anger 18 (Lage) | Dorfkirche  | Die evangelische Kirche stammt aus dem 18. Jahrhundert. Der Glockenstuhl ist freistehend. | weitere Bilder |

### Silmersdorf
| ID-Nr.            | Lage                              | Bezeichnung | Beschreibung | Bild                                              |
| ----------------- | --------------------------------- | --- | --- | ------------------------------------------------- |
| 09160787 Wikidata | Chaussee 5, 6 (Lage)              | Gutsanlage, bestehend aus Wohnhaus und einem Wirtschaftsgebäude                                                               | | weitere Bilder                                    |
| 09161153 Wikidata | Dorfstraße (Lage)                 | Dorfkirche mit Kirchhofmauer                                                                                                  | Die Kirche wurde von 1855 bis 1856 gebaut. Es ist ein Saalbau mit dreiseitigem Chor im Stil der Neugotik. Die Kirche wurde aus Feld- und Backstein erbaut und hat einen eingezogenen Westturm. | weitere Bilder                                    |
| 09160577          | Dorfstraße 32 (Lage)              | Gedenktafel für die Opfer des Todesmarschs (1945)                                                                             | | Gedenktafel für die Opfer des Todesmarschs (1945) |
| 09160762          | Neu Silmersdorf 2, 4, 7, 8 (Lage) | Gutsanlage Neu Silmersdorf, bestehend aus Gutshaus, Stall, Wirtschaftsgebäude, Scheune, Gutsarbeiterwohnhaus und Nebengebäude | | BW                                                |

### Triglitz
| ID-Nr.            | Lage                     | Bezeichnung                                           | Beschreibung | Bild           |
| ----------------- | ------------------------ | ----------------------------------------------------- | --- | -------------- |
| 09160870 Wikidata | Lindenstraße 31 (Lage)   | Dorfkirche                                            | Die Kirche wurde wahrscheinlich in der ersten Hälfte des 14. Jahrhunderts erbaut. Es ist ein Saalbau aus Feldstein. Bis zum Jahr 1844 hatte die Kirche einen Dachreiter, der wurde durch ein Glockenstuhl an der Ostwand ersetzt. Die Westempore stammt aus dem Jahr 1624, der Kanzelkorb aus dem Jahr 1754. | weitere Bilder |
| 09160587 Wikidata | Zur Wassermühle 1 (Lage) | Wassermühle, bestehend aus Mühlengebäude und Wohnhaus | | weitere Bilder |